# Зірка Давида

Зірка Давида

Зірка Дави́да (івр. מָגֵן דָּוִד, латиніз. Māḡēn Dāwīḏ, МФА: [maˈɡen daˈvid]; їд. מגן_דוד, латиніз. Mogein Dovid, МФА: [ˈmɔɡeɪn ˈdɔvid], «щит Давида») — шестипроменева зірка (гексаграма), утворена з двох правильних трикутників, накладених один на одного. Символ єврейського народу, юдаїзму, Ізраїлю. Згідно з середньовічною легендою був знаком юдейського царя Давида, використовувався на щитах вояків його війська. У новітній період одна з фігур в ізраїльській державній та світовій єврейській символіці.

## Додатково
- Той самий знак у середньовічних джерелах носить назву «печатки Соломона» (альтернативно, остання вважається пентаграмою). Проте, зв'язок цього символу з іменами юдейських царів, скоріш за все, вигадка середньовіччя. Цікаво, що гексаграма із назвою «печатка Соломона» розповсюджена у арабських джерелах.
- Аналогічний знак (шаткона або садкона) відомий ще у давньому індуїзмі, як одна з янтр, символ єднення Шиви і Шакті, або шістьох облич Муругана. Він також використовується як елемент у Шрі Янтрі.

## У вексилології

Прапор Ізраїлю
Збройні сили Ізраїлю
Поліція Ізраїлю
Морський знак Ізраїлю

## У геральдиці

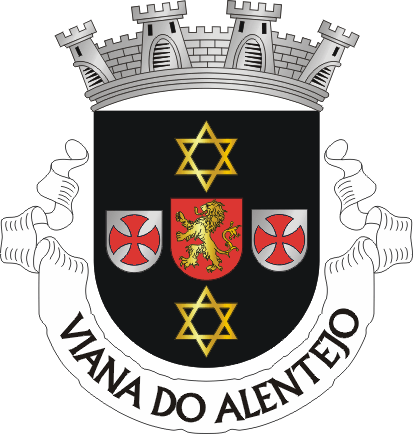
Віана-ду-Алентежу, Португалія
Ефіопська імперія
Кастрільйо-Мота-де-Худіос, Іспанія
П'ятиріг